# Bryssel-Nord-stationen
Bryssel-Nord-stationen (franska: Bruxelles-Nord; nederländska: Brussel-Noord) är en järnvägsstation belägen i Brysselkommunen Schaerbeek i Belgien.